# Let's Dance (nummer van David Bowie)
Let's Dance is een nummer van de Britse zanger David Bowie. Het is de eerste single van zijn gelijknamige, vijftiende studioalbum uit 1983. Op 17 maart dat jaar werd het nummer op single uitgebracht. De album- en 12" maxi-versie duurt 7:36 minuten, maar werd ingekort tot 4:06 voor de singleversie en om het op de radio gedraaid te krijgen.

## Achtergrond
Let's Dance werd een van Bowies grootste hits en bereikte in veel landen de nummer 1-positie in de hitlijsten, zoals in de UK Singles Chart in thuisland het Verenigd Koninkrijk, Ierland, Zwitserland, Zweden, Noorwegen, Canada en de Amerikaanse Billboard Hot 100.
In Nederland was de plaat op vrijdag 18 maart 1983 Veronica Alarmschijf op Hilversum 3 en werd een gigantische hit in de destijds drie landelijke hitlijsten op de nationale publieke popzender. De plaat bereikte de nummer 1-positie in zowel de Nederlandse Top 40, Nationale Hitparade als de TROS Top 50. Ook in de Europese hitlijst op Hilversum 3, de TROS Europarade, werd de nummer 1-positie behaald.
In België bereikte de plaat eveneens de nummer 1-positie in zowel de voorloper van de Vlaamse Ultratop 50 als de Vlaamse Radio 2 Top 30. In Wallonië werd géén notering behaald.
Sinds de editie van december 2000 staat de plaat onafgebroken genoteerd in de jaarlijkse NPO Radio 2 Top 2000 van de Nederlandse publieke radiozender NPO Radio 2, met als hoogste notering een 162e positie in 2016; Bowies jaar van overlijden.

## Videoclip
De videoclip werd in maart 1983 opgenomen in Australië waar de single slechts de tweede plaats haalde. Het stelt racisme, onderdrukking en culturele integratie aan de kaak. Bijgestaan door een contrabassist speelt Bowie in de bar van een hotel in Carinda, New South Wales terwijl een liefdeskoppel - gespeeld door Terry Roberts en Joelene King, studenten van het Aboriginal Islander Dance Theatre - danst "to the song they're playing on the radio". Vervolgens loopt het stel met andere Aboriginals door de outback en vindt het meisje op een bergtop een paar mysterieuze rode pumps; ze trekt ze aan en begint te dansen, precies zoals Bowie in het refrein zingt ("Put on your red shoes and dance the blues"). De pumps zijn zowel een verwijzing naar het sprookje van Hans Christiaan Andersen als een symbool voor het kapitalisme en streven naar succes. Ineens kan het stel het zich veroorloven om musea te bezoeken, uit eten te gaan bij kaarslicht en dure spullen te kopen met een creditcard. Het meisje en de jongen worden echter met de neus op de feiten gedrukt wanneer ze diezelfde rode pumps - hun persoonlijke sleutel tot succes - in de etalage van een shopping mall aantreffen. Ze ontdoen zich op nietsontziende wijze van de magische schoenen, keren terug naar de bergen en kijken nog eenmaal naar de stad die ze hebben achtergelaten. Bowie playbackt op het einde de gitaarsolo die door Stevie Ray Vaughan is ingespeeld.
In Nederland werd de videoclip destijds op televisie uitgezonden door de popprogramma's AVRO's Toppop, Countdown van Veronica en Popformule van de TROS.

## Hitnoteringen

### Nederlandse Top 40
| Hitnotering: 26-03-1983 t/m 04-06-1983 | Hitnotering: 26-03-1983 t/m 04-06-1983 | Hitnotering: 26-03-1983 t/m 04-06-1983 | Hitnotering: 26-03-1983 t/m 04-06-1983 | Hitnotering: 26-03-1983 t/m 04-06-1983 | Hitnotering: 26-03-1983 t/m 04-06-1983 | Hitnotering: 26-03-1983 t/m 04-06-1983 | Hitnotering: 26-03-1983 t/m 04-06-1983 | Hitnotering: 26-03-1983 t/m 04-06-1983 | Hitnotering: 26-03-1983 t/m 04-06-1983 | Hitnotering: 26-03-1983 t/m 04-06-1983 | Hitnotering: 26-03-1983 t/m 04-06-1983 | Hitnotering: 26-03-1983 t/m 04-06-1983 |
| Week:                                  | 1                                      | 2                                      | 3                                      | 4                                      | 5                                      | 6                                      | 7                                      | 8                                      | 9                                      | 10                                     | 11                                     |                                        |
| -------------------------------------- | -------------------------------------- | -------------------------------------- | -------------------------------------- | -------------------------------------- | -------------------------------------- | -------------------------------------- | -------------------------------------- | -------------------------------------- | -------------------------------------- | -------------------------------------- | -------------------------------------- | -------------------------------------- |
| Positie:                               | 17                                     | 9                                      | 6                                      | 3                                      | 1                                      | 1                                      | 2                                      | 3                                      | 15                                     | 23                                     | 38                                     | uit                                    |

### Nationale Hitparade
| Hitnotering (week 1 t/m 12): 02-04-1983 t/m 18-06-1983 Hitnotering (week 13): 16-01-2016 | Hitnotering (week 1 t/m 12): 02-04-1983 t/m 18-06-1983 Hitnotering (week 13): 16-01-2016 | Hitnotering (week 1 t/m 12): 02-04-1983 t/m 18-06-1983 Hitnotering (week 13): 16-01-2016 | Hitnotering (week 1 t/m 12): 02-04-1983 t/m 18-06-1983 Hitnotering (week 13): 16-01-2016 | Hitnotering (week 1 t/m 12): 02-04-1983 t/m 18-06-1983 Hitnotering (week 13): 16-01-2016 | Hitnotering (week 1 t/m 12): 02-04-1983 t/m 18-06-1983 Hitnotering (week 13): 16-01-2016 | Hitnotering (week 1 t/m 12): 02-04-1983 t/m 18-06-1983 Hitnotering (week 13): 16-01-2016 | Hitnotering (week 1 t/m 12): 02-04-1983 t/m 18-06-1983 Hitnotering (week 13): 16-01-2016 | Hitnotering (week 1 t/m 12): 02-04-1983 t/m 18-06-1983 Hitnotering (week 13): 16-01-2016 | Hitnotering (week 1 t/m 12): 02-04-1983 t/m 18-06-1983 Hitnotering (week 13): 16-01-2016 | Hitnotering (week 1 t/m 12): 02-04-1983 t/m 18-06-1983 Hitnotering (week 13): 16-01-2016 | Hitnotering (week 1 t/m 12): 02-04-1983 t/m 18-06-1983 Hitnotering (week 13): 16-01-2016 | Hitnotering (week 1 t/m 12): 02-04-1983 t/m 18-06-1983 Hitnotering (week 13): 16-01-2016 | Hitnotering (week 1 t/m 12): 02-04-1983 t/m 18-06-1983 Hitnotering (week 13): 16-01-2016 | Hitnotering (week 1 t/m 12): 02-04-1983 t/m 18-06-1983 Hitnotering (week 13): 16-01-2016 | Hitnotering (week 1 t/m 12): 02-04-1983 t/m 18-06-1983 Hitnotering (week 13): 16-01-2016 |
| Week:                                                                                    | 1                                                                                        | 2                                                                                        | 3                                                                                        | 4                                                                                        | 5                                                                                        | 6                                                                                        | 7                                                                                        | 8                                                                                        | 9                                                                                        | 10                                                                                       | 11                                                                                       | 12                                                                                       |                                                                                          | 13                                                                                       |                                                                                          |
| ---------------------------------------------------------------------------------------- | ---------------------------------------------------------------------------------------- | ---------------------------------------------------------------------------------------- | ---------------------------------------------------------------------------------------- | ---------------------------------------------------------------------------------------- | ---------------------------------------------------------------------------------------- | ---------------------------------------------------------------------------------------- | ---------------------------------------------------------------------------------------- | ---------------------------------------------------------------------------------------- | ---------------------------------------------------------------------------------------- | ---------------------------------------------------------------------------------------- | ---------------------------------------------------------------------------------------- | ---------------------------------------------------------------------------------------- | ---------------------------------------------------------------------------------------- | ---------------------------------------------------------------------------------------- | ---------------------------------------------------------------------------------------- |
| Positie:                                                                                 | 19                                                                                       | 11                                                                                       | 5                                                                                        | 1                                                                                        | 1                                                                                        | 2                                                                                        | 3                                                                                        | 6                                                                                        | 10                                                                                       | 20                                                                                       | 35                                                                                       | 42                                                                                       | uit                                                                                      | 67                                                                                       | uit                                                                                      |

### TROS Top 50
Hitnotering: 24-03-1983 t/m 09-06-1983. De plaat kwam op #16 de lijst binnen en stond 12 weken genoteerd met als hoogste positie #1.

### TROS Europarade
Hitnotering: 10-04-1983 t/m 21-08-1983. Hoogste notering: #1 (totaal 10 weken).

### NPO Radio 2 Top 2000
| Nummer met noteringen in de NPO Radio 2 Top 2000 | '00 | '01 | '02 | '03 | '04 | '05 | '06 | '07 | '08 | '09 | '10 | '11 | '12  | '13 | '14 | '15 | '16 | '17 | '18 | '19 | '20 | '21 | '22 | '23 | '24 |
| ------------------------------------------------ | --- | --- | --- | --- | --- | --- | --- | --- | --- | --- | --- | --- | ---- | --- | --- | --- | --- | --- | --- | --- | --- | --- | --- | --- | --- |
| Let's Dance                                      | 927 | 553 | 690 | 982 | 831 | 999 | 941 | 933 | 895 | 885 | 906 | 916 | 1024 | 751 | 685 | 803 | 162 | 392 | 502 | 547 | 495 | 542 | 596 | 537 | 787 |

1. ↑  Een vetgedrukt getal geeft de hoogste notering aan.
2. ↑  2000 was het eerste jaar met een notering voor dit nummer.